# Ligia perkinsi
Ligia perkinsi är en kräftdjursart som först beskrevs av Dollfus 1900.  Ligia perkinsi ingår i släktet Ligia och familjen gisselgråsuggor. Inga underarter finns listade i Catalogue of Life.